# 福山翔大
福山 翔大（ふくやま しょうだい、1994年〈平成6年〉11月17日 - ）は、日本の俳優。福岡県福岡市東区出身、トライストーン・エンタテイメント所属。

## 経歴
中学時代、東京の芸能プロダクションから声を掛けられたがすぐに返事をしなかったため物別れに終わった。
幼少の頃に父親に連れられて映画を観にいき、ジャッキー・チェンやブルース・リーのファンになったのをきっかけに映画を好きになり、俳優を志すようになった。同時に、同世代の俳優の活躍を目の当たりにして焦りを抱き、自らに「高校3年間で映画を1200本鑑賞できなかったら自分に役者の素質はないと判断してあきらめる」という課題を課し、映画への知見を深めた。
その後、映画のオーディションを受け芸能界入りした。エキストラから出発し下積みを経て、2013年のテレビ東京「みんな!エスパーだよ!」で俳優デビュー。同年「銀河英雄伝説」で初の舞台出演を果たした。
2017年には「おんな城主  直虎」の近藤武助役で大河ドラマに初出演し、「武助がイケメンすぎる」とネット上で話題を呼んだ。2018年のNHK福岡放送局制作のドラマ「You May Dream」では鮎川誠役を務め、テレビドラマ初主演を果たした。
2019年4月公開のJK☆ROCKが、初の映画主演作となった。

## 人物
趣味は映画鑑賞、野球観戦。特技は剣道（二段）、空手。

## 出演

### テレビドラマ
- 風の少年〜尾崎豊 永遠の伝説〜（2011年3月21日、テレビ東京）
- 事件15（2012年5月12日、テレビ朝日）
- 刑事の証明3（2012年5月23日、テレビ東京） - 広瀬和宏の高校生時代
- みんな!エスパーだよ!（2013年6月、テレビ東京）
- 福家警部補の挨拶 第6話（2014年2月18日、フジテレビ） - 澤本卓 役
- ヤメ判 新堂謙介 殺しの事件簿3（2014年5月26日、テレビ東京） - 桐山裕之（学生時代）役
- 奇跡の教室（2014年6月28日、日本テレビ）
- 第5回科学ドラマ大賞「青春フレミング」（2014年10月19日、BSフジ） - 田辺寛人 役
- ヒガンバナ〜女たちの犯罪ファイル（2014年10月24日、日本テレビ）
- 学校のカイダン（2015年1月10日 - 3月14日、日本テレビ） - 三好朔也 役
- 紅雲町珈琲屋こよみ（2015年4月29日、NHK）
- 土曜ワイド劇場 火災調査官 紅蓮次郎15（2015年6月6日、テレビ朝日） - 村山亮 役
- ちゃんぽん食べたか 第5話（2015年6月27日、NHK）
- 恋仲 第1話（2015年7月20日、フジテレビ）
- JKは雪女 第3話・第4話（2015年10月、MBS / TBS） - 江田島浩二 役
- 仮面ライダーゴースト 第7話・第8話（2015年11月22日・29日、テレビ朝日） - 木村智則 役
- AKBホラーナイト アドレナリンの夜 #20 彼氏の実家（2015年12月9日、テレビ朝日）
- 刑事バレリーノ（2016年1月9日、日本テレビ）
- ニーチェ先生（2016年3月、読売テレビ / 日本テレビ）
- サクラ咲く（NOTTV、2016年3月6日 - ） - 平野拓史 役
- 金曜ロードSHOW!特別ドラマ企画 天才バカボン〜家族の絆（2016年3月11日、日本テレビ）[9]
- 嫌な女 第6回（2016年4月10日、NHK BSプレミアム） - 幸一 役
- ガチ★星（2016年4月21日 - 5月12日深夜 / 5月14日一挙放送、テレビ西日本） - 久松孝明 役
- 闇金ウシジマくん Season3（2016年7月 - 9月、MBS / TBS系列） - JP 役
- ネスレシアター 踊る大空港、或いは私は如何にして踊るのを止めてゲームのルールを変えるに至ったか。 （2017年2月4日、BS-TBS） - 横山幸宣 役
- 福岡恋愛白書12 センセイとワタシ（2017年3月24日、KBC九州朝日放送） - 林周平 役
- LEADERS II（2017年3月26日、TBS） - 学生：山崎亘 役
- CDTV 春スペシャル 卒業ソング音楽祭2017 ショートドラマ『サヨナラの意味』（2017年3月30日、TBS）
- SOTETSU STORY（2017年4月14日 - ） - マキオ 役
- バウンサー（2017年4月14日 - 6月23日、BSスカパー!） - 鴨川 役
- わにとかげぎす（2017年7月19日 - 9月27日、TBS） - 川上 役
- 弱虫ペダル SEASON2（2017年8月18日 - 、BSスカパー!） - 水田信行 役
- 大河ドラマ（NHK）
  - おんな城主  直虎 第44回（2017年11月5日） - 近藤武助 役
  - 青天を衝け 第10回・第11回（2021年4月18日・25日） - 河野顕三 役
  - べらぼう〜蔦重栄華乃夢噺〜 第30回（2025年8月10日〈予定〉） - 松平信明 役[10]
- 99.9-刑事専門弁護士-seasonII 第5話（TBS、2018年2月11日） - 大江徳弘 役
- 福岡発地域ドラマ「You May Dream」（2018年3月2日、5月6日全国放送、9月24日地上波全国放送、NHK福岡） - 主演・鮎川誠 役
- 花のち晴れ〜花男 Next Season〜（2018年4月17日、TBS） - 不良少年 役
- 今野敏サスペンス 回帰 警視庁強行犯・樋口顕シリーズ（2018年12月14日、テレビ東京） - 吉岡巧 役
- I”s（2018年12月21日 - 2019年4月26日、BSスカパー!） - 田村剣助 役
- 面白南極料理人（2019年1月12日 - 3月31日、テレビ大阪） - 川田隊員 役[11]
- のの湯（2019年4月14日 - 6月23日、BS12 ドゥルエビ） - 榊汰助 役
- 二つの祖国（2019年3月23日・24日、テレビ東京） - ケネス阿川 役
- スカム（2019年7月1日 - 8月26日、MBS / 7月3日 - 8月28日、TBS） - 来栖達也 役[12]
- 凪のお暇 第5話（2019年8月16日、TBS） - 中村健 役
- 名もなき復讐者 ZEGEN（2019年8月30日 - 10月18日、関西テレビ） - 渡邊泰臣 役
- ウイスキペディア #1〜#4、#8〜#10（2019年12月5日 - 、BSフジ） - 主演・宇井杉生 役[13]
- MIU404 第8話・第9話（2020年8月14日・21日、TBS） - 澤部 役
- 35歳の少女第4話（2020年10月31日、日本テレビ） - 教師 役
- 七人の秘書 第3話・第6話・最終話（2020年11月5日・26月・12月10日、テレビ朝日） - 青井慎之助 役
- 38歳バツイチ独身女がマッチングアプリをやってみた結果日記　第3話・第4話（2020年11月18日 - 12月24日、テレビ東京） - 代理店くん 役[14]
- 京阪沿線物語〜古民家民泊きずな屋へようこそ 第3話（2021年1月26日、テレビ大阪） - 京本まどか 役[15]
- ざんねんないきもの事典 第16話（2021年1月28日、テレビ東京） - 郡司駆 役[16]
- 脳科学弁護士 海堂梓 ダウト（2021年4月12日、テレビ東京） - 清水典行 役
- 恋はDeepに（2021年4月14日 - 6月9日、日本テレビ） - Mr.エニシ 役[17]
  - 恋はもっとDeepに -運命の再会スペシャル-（2021年6月16日）[18]
- #家族募集します（2021年7月9日 - 9月24日、TBS） - 佐山圭太 役[19]
- ホメられたい僕の妄想ごはん（2021年7月11日 - 9月26日、BSテレ東） - 市川奏 役[20]
- 恋です!〜ヤンキー君と白杖ガール〜  第6話（2021年11月10日、日本テレビ） - 拓己 役
- 土曜はナニする!? イケドラ（2022年1月8日・15日・22日・29日、関西テレビ）
- たびくらげ探偵日記 第2話（2022年1月13日、MBS） - 内村一雄 役
- 邪神の天秤 公安分析班（2022年2月13日 - 、WOWOW） - 巡査部長・溝口晴人 役[21]
- クロステイル　〜探偵教室〜（2022年4月9日 - 5月28日、東海テレビ・フジテレビ） - 野木明生 役
- 明日、私は誰かのカノジョ（2022年4月13日 - 6月29日、毎日放送・TBS） - 光晴 役[22]
- 金田一少年の事件簿 File06（2022年6月19日、日本テレビ） - 巽征丸 役
- あいせき列車只見線〜小出で恋して 会津を愛して〜　- 川口大志 役
- オールドルーキー 第7話（2022年8月14日、TBS） - 吉木修二 役[23]
- ノンレムの窓2022・秋「放送禁止用語」（2022年10月9日、日本テレビ）[24]
- クロサギ 第7話（2022年12月2日、TBS） - 根岸礼二 役
- それでも結婚したいと、ヤツらが言った。（2023年1月5日 - 2月23日、テレビ東京） - 桜井康平 役[25]
- 1回表のウラ (2023年3月4日 - 25日、テレビ西日本） - 主演・関口 役[26]
- にがくてあまい（2023年4月19日 - 6月22日、東海テレビ） - 片山翼 役
- Dr.チョコレート（2023年4月22日 - 6月24日、日本テレビ） - タトゥー男 / 沢入徹 役[27]
- 勝利の法廷式 第3話（2023年4月27日、読売テレビ・日本テレビ） - 立花光 役[28]
- 藤子・F・不二雄 SF短編ドラマ 『流血鬼』（2023年4月30日、BSプレミアム・BS4K / 2023年6月7日・8日、NHK総合） - 青年C 役
- 刑事7人 SEASON9 第4話（2023年6月28日、テレビ朝日） - 原島隆太 役
- 家政夫のミタゾノ 第6シリーズ 第3話（2023年10月24日、テレビ朝日） - 西園寺康太 役 [29][30]
- 作りたい女と食べたい女 第27話（2024年2月26日、NHK）
- ACMA:GAME アクマゲーム 第5話 - 最終話（2024年5月5日 - 6月9日、日本テレビ） - 伊達俊一郎 役[31]
- ハスリンボーイ（2024年11月1日 - 、連続ドラマW-30）- 桜井役
- それぞれの孤独のグルメ 第7話・第8話（2024年11月16日・23日、テレビ東京） - 藤村智也 役[32]
- 嘘解きレトリック 最終話（2024年12月16日、フジテレビ） - 鈴村征 役[33]
- 特捜9 final season 第6話（2025年5月14日）- 夕川樹 役
- FOGDOG（2025年7月22日 - 、読売テレビ） - 獅子王雅人 役[34]

### ウェブテレビ
- ネスレシアター 踊る大空港、或いは私は如何にして踊るのを止めてゲームのルールを変えるに至ったか。（2016年11月14日 - 12月14日、AbemaTV） - 横山幸宣 役
- 龍が如く 魂の詩。（2016年11月30日配信開始、ゲオチャンネル） - 新井久人 役
- キス×kiss×キス Special chapter（2017年1月20日配信開始、dTV）
- やれたかも委員会（2018年2月3日、AbemaTV） - 羽賀ケンジロウ 役[35]
- 最愛のひと〜The other side of 日本沈没〜（2021年10月10日、paravi） - 山田誠 役
- とにかく婚姻届に判を捺したいだけですが 第5話（2021年11月30日、paravi） - 安井 役
- 松本まりかクリスマス24時間テレビ〜24時間で恋愛ドラマは完成できるのか!?〜 「クリスマス・チョコレート」/会社の後輩　-  柳瀬 役（2021年12月25日、ABEMA）
- 恋愛ドラマな恋がしたい in NEW YORK（シーズン10）（2022年11月13日〜、ABEMA SPECIALチャンネル）
- にがくてあまい（2023年4月14日、Lemino） - 片山翼 役
- ここは笑いのふしぎ堂書店（2023年11月22日、Prime Video）-シン役
- 旦那のアレ、もらってください（2024年12月20日、BUMP） - 長谷部崇人 役[36]
- 死ぬほど愛して（2025年3月27日 - 、ABEMA SPECIAL）[37]

### ドキュメンタリー
- 日本刀男子!龍馬の愛刀を追って（2016年8月1日 - 、ひかりTV / 2016年12月9日 - 、日本版NETFLIX）
- ウイスキペディア（2019年12月5日、BSフジ） - 主演・宇井杉生 役

### 映画
- メンゲキ!（2012年1月28日）
- クローズEXPLODE（2014年4月12日）
- アキラNo.2（2014年9月27日） - 降野真澄（ブッチ） 役
- 結城家の眠り（2015年3月） - 志田透 役 ※東京藝術大学大学院映画専攻第九期生修士作品
- 青空エール（2016年8月20日） - 神崎岳 役
- 土竜の唄 香港狂騒曲（2016年12月23日）
- ジョジョの奇妙な冒険 ダイヤモンドは砕けない 第一章（2017年8月4日）
- デメキン（2017年12月2日） - 鮫島 役
- 富美子の足 TANIZAKI TRIBUTE（2018年2月10日） - 田中 役
- ガチ★星（2018年5月26日） - 久松孝明 役
- それでも僕は夢を見る（2018年11月9日） - ケンジ 役
- ジャンクション29（2019年2月22日）「ジャンクション」 - 田中大 役
- 吾郎の新世界（2019年3月2日） - 凡木 役
- 翔んで埼玉（2019年2月22日） - 岩村智史 役
- JK☆ROCK（2019年4月6日） - 主演・海江田丈 役[8]
- 任侠学園（2019年9月27日)  - 江守太一 役
- シグナル100（2020年1月24日） - 桐野玄 役[38]
- キスカム!〜COME ON,KISS ME AGAIN!〜（2020年9月4日） - 田宮竜之介役　[39]
- 花束みたいな恋をした（2021年1月29日） - 嶋村知輝 役[40]
- ブレイブ -群青戦記-（2021年3月12日） - 相良煉 役[41]
- 砕け散るところを見せてあげる（2021年4月9日）
- ALIVEHOON アライブフーン（2022年6月10日） - 柴崎快 役[42]
- スパイスより愛を込めて。（2023年6月2日） - 端目真司 役[43]
- 女優は泣かない（2023年12月1日） - 橋本 役[44]
- マイナビ50周年記念オリジナルWEB映画 ミライヘキミト。 episode.2「咲季と慎」（2024年8月23日配信開始、マイナビ） - 宮本慎 役[45][46]
- 若き見知らぬ者たち（2024年10月11日公開予定） - 風間壮平 役[47][48][49]
- チャチャ（2024年10月11日） - 山田 役[50][51]
- 劇場版ACMA:GAME 最後の鍵（2024年10月25日） - 伊達俊一郎 役[52]
- てっぺんの剣（2024年11月15日〈9月27日大分先行公開〉、シンカ） - 藤居翔吾 役[53][54]
- オオムタアツシの青春（2025年9月26日公開〈9月19日福岡先行公開〉） - 高杉司 役[55]

### 舞台
- 銀河英雄伝説 第四章 前篇 激突前夜（2013年11月29日 - 12月2日） - キルヒアイス 役
- 銀河英雄伝説 第四章 後篇 激突（2014年2月12日 - 3月2日） - キルヒアイス 役
- 怪談・にせ皿屋敷（2014年6月19日 - 23日）
- ロミオとジュリエット（2014年8月7日 - 24日） - バルサザー役
- 銀河英雄伝説 星々の軌跡（2015年6月10日 - 21日） - ジークフリード・キルヒアイス 役
  - 銀河英雄伝説 星々の軌跡（日テレプラス、2017年3月10日） - ジークフリード・キルヒアイス 役
- ミュージカル「薄桜鬼」 HAKU-MYU LIVE2（2016年8月12日 - 13日、京都劇場 / 8月16日 - 17日、東京 Zepp Divercity） - 永倉新八 役
- ミュージカル「薄桜鬼」 原田左之助 篇（大阪：2017年4月14日 - 16日 / 東京：4月26日 - 30日） - 永倉新八 役

### バラエティー
- NHK高校講座 きみのピンチを救う!ベーシック国語（NHK Eテレ、2013年4月16日 - 2014年2月25日 全40回） - 高校生：達也 役
- 世界史ちゃんTV 〜何となく歴史が学べるVTR〜（NHK BS、2014年12月8日・10日）
- THE突破ファイル（NTV、2021年6月10日） - 黒田隊員 役
- アカデミーナイトＧ（TBS、2024年9月10日、17日）
- ムビきゅん（TBS、2024年9月11日）

### CM
- シートコスメ、ユノス（2010年）
- カルビー じゃがりこ（2010年10月）
- プロアクティブ（2013年10月）
- 積水ハウス「吹奏楽部の少女」（2014年3月）
- 東進ハイスクール（2014年3月）
- リクルート SUUMO「最後の上映会」篇（2016年1月2日 - ）
- 洋服の青山 「フレッシャーズ」編（2016年2月）
- docomo 「卓造 旅立ち編」（2017年3月 - ）
- 北九州市 ふるさと納税 PR動画 （2017年12月13日公開）
- アスザックフーズ「牛乳ラブストーリー」（2018年2月23日）
- 三井不動産 東京ミッドタウン日比谷 「時を超えて」篇 （2018年3月24日）
- bitA ブランドムービー（2021年7月16日公開）

### ミュージックビデオ
- amazarashi「未来になれなかったあの夜に」（2019年11月27日発売）
- マルシィ「幸せの花束を」（2022年12月25日配信）

### ラジオ
- ラジオシアター〜文学の扉 「初恋」（TBSラジオ、2017年1月22日・29日）
- サタデードラマハウス 美男子劇場 「魔のつぶやき」（JFNラジオ、2017年2月4日- 2月25日）
- 琴姫チャンネル（FM世田谷、2019年4月6日）
- ラジオシアター〜文学の扉 「ウィリアム・ウィルソン」（TBSラジオ、2019年4月14日）
- ラジオシアター～文学の扉 「アッシャー家の崩壊」（TBSラジオ、2019年4月21日）
- FMシアター 「ビギンズナイト 俺たちのカウント2.99！」（NHK-FM、2020年3月28日）[56]
- TOKYO SPEAKEASY（TOKYO FM、2022年5月5日）
- 〜JK RADIO〜TOKYO UNITED（J-WAVE、2022年6月10日）
- イヤードラマ「君がくれた翼」（NUMA、2023年11月15日） - 手塚新 役[57]
- FMシアター 「端っこからのラブコール」（NHK-FM、2024年6月22日） - 基 役[58]
- FMシアター 『「ありがとう」と言えるまで』（NHK-FM、2025年4月19日） - 荒井崇貢 役[59]

### 雑誌
- Wink Up（2014年9月号）
- Domani（2016年3月号)
- Domani（2016年7月号）
- CM now（2016年9月・10月号）
- W!（2016年9月3日発売 VOL.11）
- CM NOW boys（2016年10月31日発売 VOL.6）
- FREECELL（2019年2月25日発売 Vol.27)
- キネマ旬報NEXT（2019年3月4日発売 vol.24）
- 別冊＋act（2019年3月4日発売 31号）
- YOUNG GUITAR（2019年3月9日発売 4月号）
- The NEW ERA book Spring&Summer 2019（2019年3月14日発売）
- SODA（2019年3月23日発売 5月号）
- CINEMA SQUARE（2019年4月1日発売 vol.110）
- SODA（2021年1月22日発売 3月号）
- +act.（2021年4月12日発売 5月号）
- ザテレビジョン（2021年5月19日発売　5/28号
- SODA Spacial Edithion Entertainmant（2021年8月16日発売）
- SODA（2021年9月22日発売 11月号）
- SODA PLUS（2021年12月6日発売 vol.9）
- SODA（2022年3月23日発売 5月号）
- YAKUZEMI PLUS（2022年4月13日　NO.57）
- TVガイド CINEMA STARS（2022年4月28日発売 vol.5）
- awesome!（2022年4月28日発売 Vol.49）
- FREECELL（2022年4月28日発売 Vol.45）
- TVガイド dan（2022年5月18日発売 vol.43）
- BARFOUT!（2022年5月20日発売 6月号）
- JUNON（2022年5月20日発売 7月号）
- FLIX plus（2022年5月23日発売 vol.45）
- JUNON（2022年11月22日発売 1月号）
- BARFOUT!（2024年9月13日発売 10月号）
- SODA（2024年9月21日発売 11月号）
- TVガイドdan（2024年10月15日発売　vol.53）

### スチールモデル
- 慶誠高等学校ポスター&パンフレット（2010年）

### 広告
- CCJC コカ・コーラ社 ソフトドリンク（2011年）

### 映画祭
- アジアフォーカス・福岡国際映画祭（2016年9月24日）

ガチ★星 - 久松孝明 役
- 第42回湯布院映画祭（2017年8月25日）

ガチ★星上映
- 第3回徳島国際映画祭  (2018年3月17日)〜ガチ★星上映
- 第10回沖縄国際映画祭(2018年4月21日)

それでも僕は夢を見る - 浅野ケンジ 役
- 第10回沖縄国際映画祭（2018年4月19日）

ガチ★星上映
- 富士湖畔映画祭（2018年7月27日）

それでも僕は夢を見る上映
- 京都国際映画祭（2018年10月）

ガチ★星上映
- 第36回ワルシャワ国際映画祭「国際コンペティション部門」(2020年10月）

砕け散るところを見せてあげる上映
- 第3回横浜国際映画祭（2025年5月6日）

オオムタアツシの青春上映